# 郝福鸿
郝福鸿（1919年—2005年），男，直隶遵化人，中华人民共和国政治人物，曾任河南省人大常委会副主任，河南省政协副主席。